# Alfred Jarry
Alfred Jarry (Laval, 8 de setembro de 1873 – Paris, 1º de novembro de 1907) foi um poeta, romancista e dramaturgo simbolista francês, mais conhecido por sua obra Ubu Rei (1896). Inventou a  'Patafísica,  "a ciência das soluções  imaginárias", que opera, de modo cômico, a desconstrução do real e sua reconstrução no absurdo. Jarry  foi um dos inspiradores dos surrealistas e do teatro do absurdo.

## Biografia

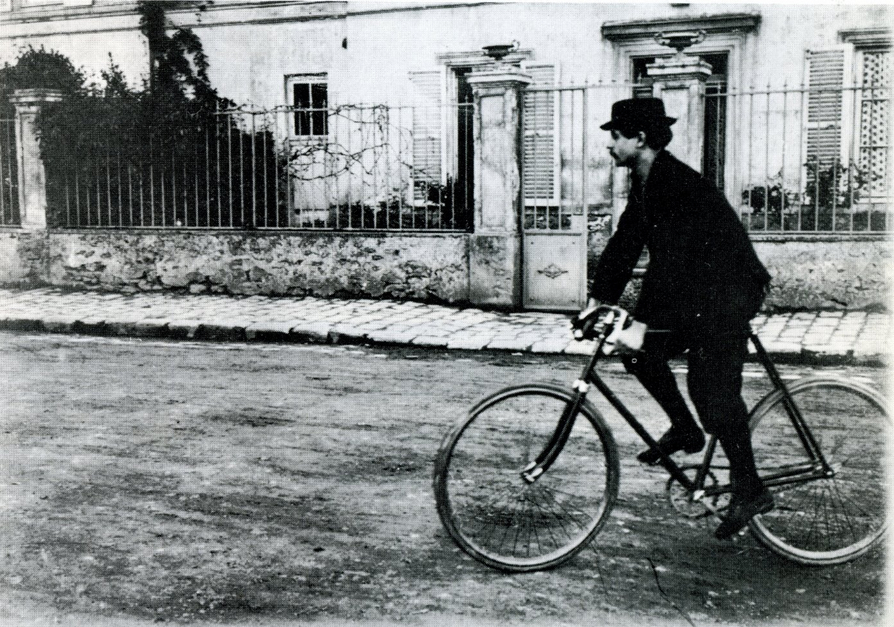
Alfred Jarry

Jarry viveu como quis com sua bicicleta, seu revólver e o seu absinto.
Entre 1885 e 1888 ele já compõe comédias em verso e em prosa. Inspirado no sr. Hébert, seu professor de física e a encarnação de "todo o grotesco que existe no mundo", Jarry escreve uma comédia, Les Polonais, a versão mais antiga do Ubu rei.
Em 1891-1892 ele é aluno de Bergson.
Em 1894 apresenta Ubu rei na casa do casal Alfred Valette (diretor do Mercure de France) e Rachilde.
Em 10 de Dezembro de 1896 ocorre a tumultuada estreia de Ubu rei. As montagens das peças de Jarry seguem-se, seguindo o fio dos ciclos de Ubu.
Em 1896 ele compra uma bicicleta (novidade na época), que jamais será paga.
Escreve Gestes et opinions du docteur Faustroll, pataphysicien: roman néo-scientifique; suivi de Spéculations ( "Gestas e Opiniões do Doutor Faustroll, pataphysico: romance neocientífico; seguido de Especulações"), obra concluída em 1898 e publicada postumamente, em 1911, na qual expõe a patafísica, a ciência das soluções imaginárias.
Jarry morreu aos 34 anos, de meningite tuberculosa, complicada pela desnutrição, falta de aquecimento e pelo  consumo de álcool puro, éter e absinto. Seu corpo foi sepultado no cemitério de  Bagneux, perto de Paris.

## Obra
A obra de Jarry expõe, de maneira insólita, os mais grotescos traços humanos.

### Obras publicadas em vida
- Visions actuelles et futures (1894)
- Haldernablou (1894)
- Acte unique (1894)
- Minutes de sable mémorial (1894)
- César Antéchrist (1895)
- Ubu Roi (1896)
- L'autre Alceste (1896)
- Paralipomènes d'Ubu (1896)
- Le Vieux de la montagne (1896)
- Les Jours et les Nuits (1897)
- L'Amour en visites (1898)
- L'Amour absolu (1899)
- Ubu enchaîné (1900)
- Messaline (1901)
- Le Surmâle (1902)
- L'objet aimé (1903), théâtre
- Ubu sur la Butte (1906)
- Par la taille (1906), opérette
- Le Moutardier du pape (1907), opéra-bouffe
- Albert Samain (souvenirs) (1907)

### Obras póstumas
- Gestes et opinions du docteur Faustroll, pataphysicien, (1911)[6]
- Spéculations (1911)
- Pantagruel (1911), opéra-bouffe créé en 1911, musique de Claude Terrasse
- La Dragonne (1943)
- La Chandelle verte (1969)
- Pieter de Delft (1974), opéra-comique
- Jef (1974), théâtre
- Le manoir enchanté (1974), opéra-bouffe créé en 1905
- L'amour maladroit (1974), opérette
- Le bon roi Dagobert (1974), opéra-bouffe
- Léda (1981), opérette-bouffe

### Traduções
- La ballade du vieux marin (1893, de The ancient mariner de Coleridge)
- Les silènes (1900, teatro, tradução parcial de uma obra do alemão Chistian Dietrich Grabbe)
- Olalla (1901, novela de Stevenson)
- La papesse Jeanne (traduzido do grego segundo o romance de Emmanuel Rhoïdès)

### Principais revistas nas quais colaborou
- Écho de Paris
- L'Art de Paris
- Essais d'art libre
- Le Mercure de France
- La Revue Blanche
- Le Livre d'art
- La Revue d'art
- L'Omnibus de Corinthe
- Renaissance latine
- Les Marges
- La Plume
- L'Œil
- Le Canard sauvage
- Le Festin d'Ésope
- Vers et prose
- Poésia
- Le Critique

## Indicação bibliográfica
- Noël Arnaud, Alfred Jarry, d'Ubu roi au Docteur Faustroll, La Table Ronde, 1974